# Ritratto di gentiluomo con lettera
Ritratto di gentiluomo con lettera è un dipinto a olio su tela (115 × 101 cm) del Moretto, databile al 1535-1540 e conservato nella Pinacoteca Tosio Martinengo di Brescia.
Il dipinto, noto alla letteratura artistica solamente dopo la donazione alla pinacoteca avvenuta nel 1854, si inserisce in un gruppo di ritratti, complessivamente coevi, che dimostrano le affinità con i dipinti di pari soggetto di Lorenzo Lotto. Alcuni critici hanno proposto di identificare in questo dipinto il perduto Ritratto di Pietro Aretino di cui si conosce l'esistenza grazie a corrispondenza, ma non sono noti documenti in grado di confermare l'ipotesi.

## Storia
Il dipinto perviene alla Pinacoteca Tosio Martinengo nel 1854 come legato al pittore e storico Alessandro Sala. Non sono però noti documenti d'archivio in grado di confermare se la tela apparteneva alla famiglia del Sala dalle origini, oppure se costui, o un suo antenato, l'avesse acquisito come pezzo da collezione.
Gaetano Panazza, nel 1968, in base ai resti di un sigillo in ceralacca presenti sul retro vede nel ritratto un membro della famiglia Gambara, mentre già Ugo Fleres, nel 1899, voleva identificare l'opera come il perduto Ritratto di Pietro Aretino del quale si ha conoscenza grazie a una lettera inviata al Moretto da Pietro Aretino nel settembre 1544, nel quale il poeta ringrazia il pittore per la bellezza del ritratto eseguito. La proposta è comunque rimasta senza seguito nella letteratura artistica, forse anche a causa della totale mancanza di fonti archivistiche al riguardo. Solamente Giorgio Nicodemi, nel 1927, scrive che "l'iconografia aretiniana in qualche modo giustifica", cioè che l'uomo qui raffigurato si avvicina per fisionomia ad altri ritratti noti di Pietro Aretino.

## Descrizione
Nel dipinto è ritratto un uomo sui trent'anni con una folta e lunga barba, dallo sguardo inespressivo rivolto verso l'osservatore. L'uomo indossa una veste rosata di seta lucida, coperta da un ampio mantello scuro che regge con la mano sinistra. La parte destra del corpo è appoggiata su un tavolo coperto da una tovaglia verde, così come verde è il muro retrostante. Nella mano destra, inoltre, tiene un cartellino dal significato poco chiaro.
Nell'angolo in alto a destra della tela si apre una stretta finestra rivolta verso un profondo sfondato prospettico, nel quale si intravede una grande montagna coperta dalle nubi e dalla foschia.

## Stile
Molto riduttivo è il giudizio di Gustavo Frizzoni del 1889, il quale lamenta che nella pinacoteca bresciana "è sensibile la mancanza di qualche ritratto che rappresenti degnamente il valore del Moretto in simile genere di pitture; poiché quello di un florido gentiluomo in pittoresco costume del tempo, per quanto attraente a prima vista, non verifica in sé tutte le finezze né il modo d'interpretare le forme, proprio del maestro stesso". Il Frizzoni giunge infine alla cautela di "non accettare senza esitazione l'attribuzione al Bonvicino". Prontamente gli fa eco Giovanni Morelli nel 1890, il quale non esita a togliere il dipinto dal catalogo delle opere del Moretto.
Più cauto si dimostra Pietro Da Ponte nel 1898, che propende comunque per l'autografia incolpando i cattivi restauri precedenti per la scarsa leggibilità dell'opera. Inoltre, riguardo al fatto che "la fisionomia del bell'uomo sui trent'anni con folta barba" qui rappresentato "sia poco espressiva, bisogna riconoscere che del resto è pure un fatto che alcune fisionomie per sé stesse dicono assai poco".
Giorgio Nicodemi, nel 1927, attribuisce fermamente il ritratto alla mano del Moretto, scrivendo che tale attribuzione "è certamente accettabile ove si considerino le parti del dipinto sulle quali non fu esercitato nessun restauro, e dove meglio si spiegano le caratteristiche del maestro nel rendere le stoffe, e si confrontino la delicatezza del pennelleggiare che qui si rileva con quella che l'artista adoperò tra il 1540 e il 1545, nel quale periodo di tempo questo ritratto deve certamente comprendersi". Tale datazione è comunque la più estrema proposta dalla critica, che in generale antepone l'esecuzione del dipinto di qualche anno.
Adolfo Venturi, nel 1929, accosta l'opera a un gruppo di ritratti complessivamente coevi quali il Ritratto di un uomo di scienza al Palazzo Rosso di Genova, il Ritratto di uomo in preghiera alla National Gallery di Londra e il Ritratto di un ecclesiastico all'Alte Pinakothek di Monaco di Baviera, tutti eseguiti in clima di influenza da Lorenzo Lotto. L'esattezza della visione critica è colta da Camillo Boselli nel 1954, il quale osserva che l'incisiva resa di questi vari personaggi preannuncia la ritrattistica di Giovanni Battista Moroni.
Gaetano Panazza, nel 1958, completa il discorso approfondendo, attraverso le influenze dal Lotto presenti nella ritrattistica del Moretto, il problema del rapporto tra i due: "una congeniale simpatia, un legame che non sai a volte, se diretto oppure dovuto a similari stati d'animo, a parallelismo di temperamento o di stile, sono evidenti fra l'estroso pittore veneziano e il bresciano più pacato e sereno. Probabilmente sono valide l'una e l'altra spiegazione: la loro reciproca conoscenza e stima sono infatti documentate. [...] Questo dipinto è un ritratto veneziano di taglio, di espressione, di colore; ma quel raggio di luce che attraversa la tela, creando preziosi riflessi serici sulla veste rosata e costruendo plasticamente la figura, è un partito caratteristico del Moretto, che sarà poi svolto dal Moroni fino a che troverà un accento di tragica evidenza e di improvvisa rivelazione nel Caravaggio".
Pier Virgilio Begni Redona, nel 1988, trova che "la datazione più conveniente, tenuto conto della brillantezza del colore che trova riscontri sicuri nella Madonna in trono col Bambino tra i santi Eusebia, Andrea, Domno e Domneone a Bergamo e nella Pala Rovelli alla Pinacoteca Tosio, rispettivamente del 1536 e del 1539, è quella che comprende gli anni tra il 1535 e il 1540, coincidente per lo più con quella assegnata abbastanza concordemente dalla letteratura critica".